# Miyoshi (Aichi)
Miyoshi (jap. みよし市, -shi) ist eine Stadt in der japanischen Präfektur Aichi.

## Geographie
Miyoshi liegt östlich von Nagoya und westlich von Toyota.

## Geschichte
Die heutige Gemeinde entstand am 1. Juli 1906 aus dem Zusammenschluss der Dörfer Akegoe (明越村, -mura), Azabu (莇生村, -mura) und dem alten Miyoshi (三好村, -mura) zum neuen Dorf Miyoshi. Am 1. April 1958 erfolgte die Ernennung zur chō (kreisangehörigen Stadt) Miyoshi (三好町). Am 4. Januar 2010 änderte die Gemeinde ihre Schreibweise auf Hiragana-Zeichen (みよし町) und wurde zur shi ernannt.

## Verkehr
Die Bahnhöfe Miyoshigaoka und Kurozasa liegen an der Meitetsu Toyota-Linie der Bahngesellschaft Meitetsu.

## Söhne und Töchter der Stadt
- Tomoko Ohta (* 1933), Molekularbiologin

## Weblinks

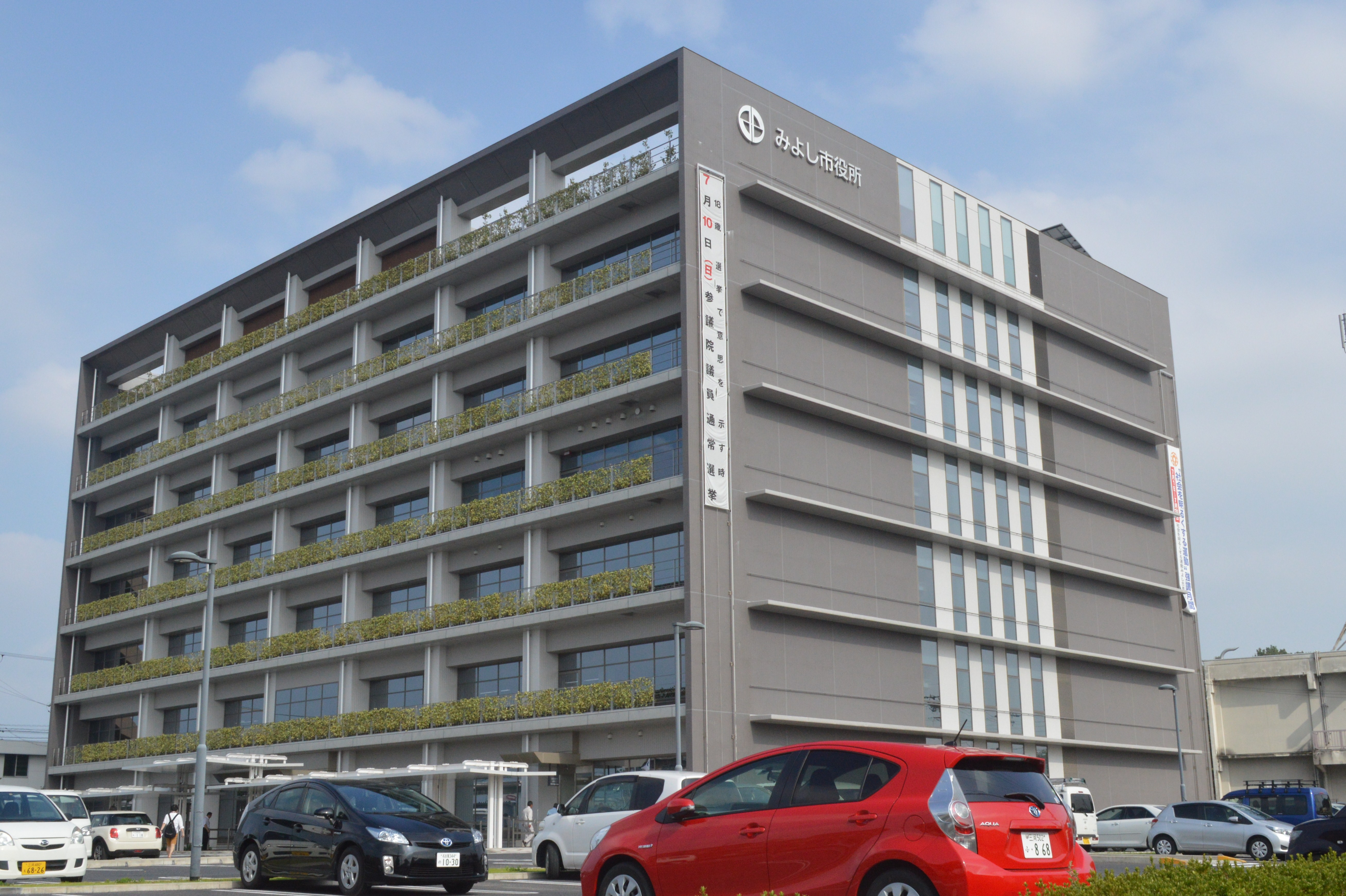
Rathaus von Miyoshi

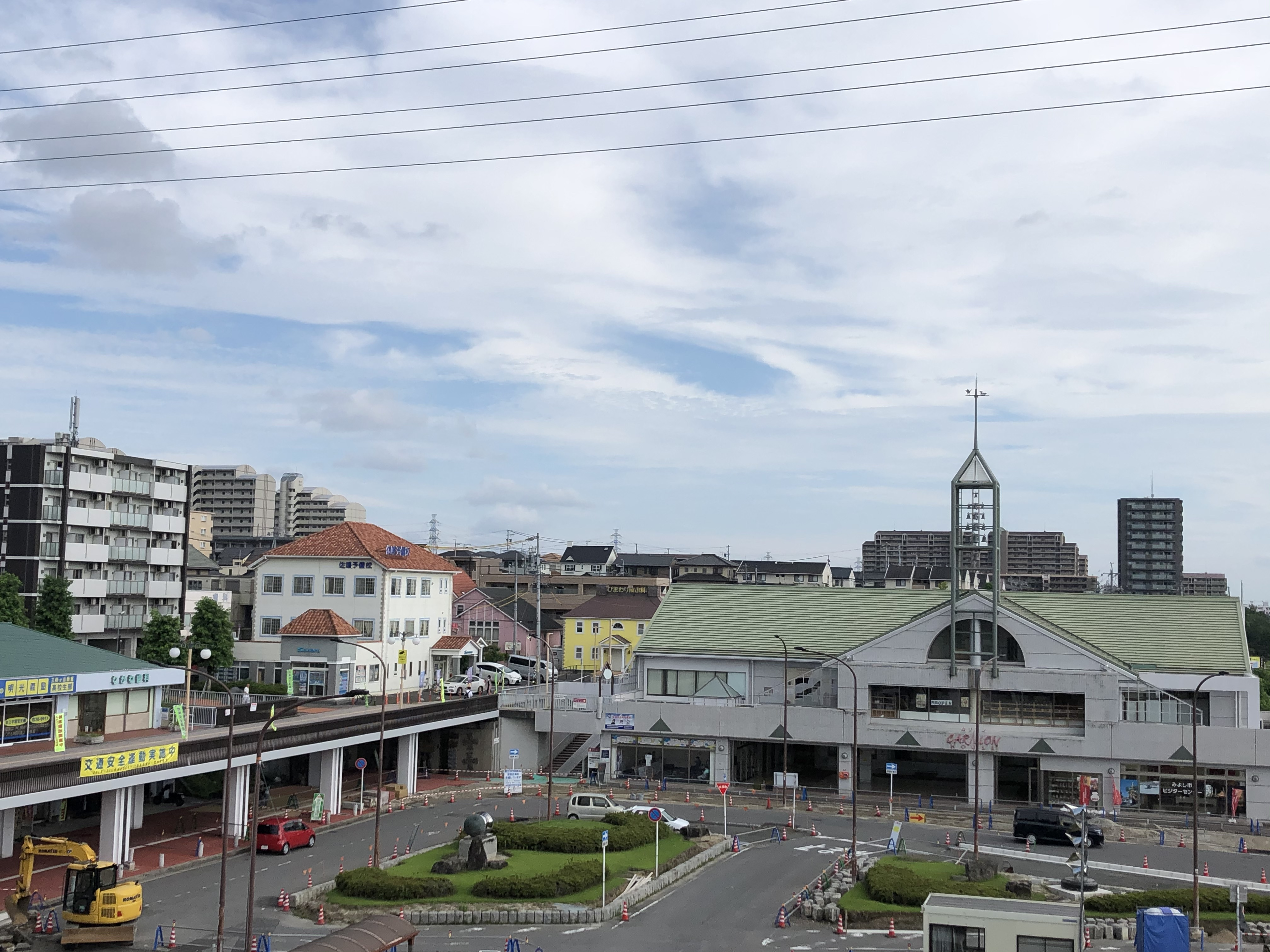
miyoshigaoka-station

## Angrenzende Städte und Gemeinden
- Toyota
- Kariya
- Nisshin
- Tōgō